# Brighton (Alabama)
Brighton város az USA Alabama államában, Jefferson megyében. Lakosainak száma 2337 fő (2020. április 1.).

## Népesség
A település népességének változása:
| Lakosok száma | 2945 | 2896 | 2337 |
|               | 2010 | 2013 | 2020 |